# Taça de Portugal 1978/79
Die Taça de Portugal 1978/79 war die 39. Austragung des portugiesischen Pokalwettbewerbs. Er wurde vom portugiesischen Fußballverband ausgetragen. Wie im Vorjahr musste nach einem 1:1 nach Verlängerung zwischen Boavista Porto und dem Titelverteidiger Sporting Lissabon der Pokalsieger in einem Wiederholungsspiel ermittelt werden. Boavista gewann dies mit 1:0 und qualifizierte sich damit für den Europapokal der Pokalsieger 1979/80. 
Alle Begegnungen wurden in einem Spiel ausgetragen. Bei unentschiedenem Ausgang wurde zur Ermittlung des Siegers eine Verlängerung gespielt. Stand danach kein Sieger fest, wurde das Spiel wiederholt.

## Teilnehmende Teams
| Primeira Divisão (16) | Segunda Divisão (48) | Segunda Divisão (48) | Distrikte (1) |
| --- | --- | --- | --- |
| - Académica de Coimbra - Académico de Viseu FC - FC Barreirense - SC Beira-Mar - Belenenses Lissabon - Benfica Lissabon - Sporting Braga - Boavista Porto - GD Estoril Praia - FC Famalicão - Marítimo Funchal - FC Porto - Sporting Lissabon - Varzim SC - Vitória Guimarães - Vitória Setúbal | - RD Águeda - SC Alba - Aliados FC Lordelo - Almada AC - Amora FC - Atlético CP - Caldas SC - GD Chaves - CD Cova da Piedade - SC Covilhã - GD da Quimigal Barreiro - Desportivo Aves - O Elvas CAD - SC Espinho - SC Estela Portalegre - AD Fafe - SC Farense - CD Feirense - Gil Vicente FC - Juventude Évora - Leixões SC - Lusitânia Lourosa - AC Marinhense - CD Montijo   | - Nacional Funchal - Odivelas FC - SC Olhanense - Oliveira do Bairro SC - FC Paços de Ferreira - USC Paredes - FC Penafiel - GD Peniche - CD Portalegrense - Portimonense SC - Rio Ave FC - GD Riopele - SG Sacavenense - SC Salgueiros - 1º de Maio Sarilhense - FC Seixal - FC Tadim - SC União Torreense - SC Vianense - União de Coimbra - União Lamas - União Leiria - UD Santarém - União de Tomar                      | - SC Angrense (Azoren) |
| Terceira Divisão (96) | | | |
| - Abambres SC - APSCRD Acurede - CD Alcains - AC Alcanenense - GC Alcobaça - GD Alcochetense - SC Mineiro Aljustrelense - FC Alverca - Amarante FC - GD Amiense - Anadia FC - Ançã FC - AA Avanca - FC Avintes - Benfica e Castelo Branco - SCE Bombarralense - GD Bragança - CF Bucelenses - SC Bustelo - Atlético Cabeceirense - SC Campomaiorense - SL Cartaxo - Casa Pia AC - União Futebol Comércio e Indústria | - CD Beja - Desportivo Castelo Branco - CD Matrena - Eléctrico Ponte de Sor - CF Esperança Lagos - CF Estrela Amadora - Febres SC - Forjães SC - SC Freamunde - CD Gouveia - AD Guarda - FC Infesta - GD Joane - Leça FC - SC Leiria e Marrazes - CUD Leverense - AD Limianos - GS Loures - SC Lusitânia - Lusitano GC Évora - Luso FC - Lusitano VRSA - Luso FC - GD Mangualde | - Merelinense FC - SC Mirandela - UR Mirense - FC Mogadourense - AC Molelos - Desportivo Monção - Mondinese FC - Naval 1º de Maio - GD Nazarenos - Sport Nisa e Benefica - SC Odemirense - SL Olivais - CD Olivais e Moscavide - UD Oliveirense - Clube Oriental de Lisboa - CF Os Vilanovenses - CD Paços de Brandão - Paio Pires FC - CA Pêro Pinheiro - GD Prado - CDR Quarteirense - CQC Quiaios - SC Régua - GD Ribeirão | - UD Rio Maior - AD Sanjoanense - FC Serpa - GD Sesimbra - Silves FC - Sport União Sintrense - SC Lamego - FC Tirsense - UD Tocha - CD Tondela - CD Torres Novas - União Madeira - União de Montemor - União Santiago do Cacém - CF Unidos - AD Valecambrense - UD Valonguense - Vasco da Gama AC - Estrela Vendas Novas - SC Vila Real - Vilanovense FC - Sport Viseu e Benfica - Vitória Lissabon - FC Vizela |

## 1. Runde
In dieser Runde nahmen die Vereine aus der Segunda und Terceira Divisão teil.
|                                    | Ergebnis  |                          |
| ---------------------------------- | --------- | ------------------------ |
| Paio Pires FC                      | 0:1       | 1º de Maio Sarilhense    |
| FC Paços de Ferreira               | 1:0       | SC Salgueiros            |
| CF Unidos                          | 3:0       | GS Loures                |
| CA Pêro Pinheiro                   | 4:1       | Lusitano VRSA            |
| CD Portalegrense                   | 1:0       | Oliveira do Bairro SC    |
| SG Sacavenense                     | 1:0       | GD Sesimbra              |
| UD Rio Maior                       | 1:0       | CD Matrena               |
| CDR Quarteirense                   | 1:0       | Sport União Sintrense    |
| UD Oliveirense                     | 2:0       | FC Tadim                 |
| Mondinese FC                       | 0:1       | AD Valecambrense         |
| Luso FC                            | 2:1       | CF Esperança Lagos       |
| SC Lusitânia                       | 2:1       | Nacional Funchal         |
| Aliados FC Lordelo                 | 3:4       | Leixões SC               |
| SC Leiria e Marrazes               | 4:1       | Sport Nisa e Benefica    |
| FC Mogadourense                    | 4:1       | SC Bustelo               |
| Desportivo Monção                  | 2:1       | GD Bragança              |
| AC Molelos                         | 3:1       | SC Campomaiorense        |
| União Santiago do Cacém            | 2:1       | Portimonense SC          |
| SC Régua                           | 4:2       | SC Vila Real             |
| União de Tomar                     | 2:2 n. V. | Caldas SC                |
| UD Santarém                        | 4:1       | CQC Quiaios              |
| União de Montemor                  | 0:2       | Vasco da Gama AC         |
| UD Valonguense                     | 1:3       | FC Vizela                |
| SC Vianense                        | 1:2       | SC Espinho               |
| Vitória Lissabon                   | 3:1       | Casa Pia AC              |
| Vilanovense FC                     | 1:0       | Rio Ave FC               |
| União Lamas                        | 6:0       | AC Marinhense            |
| CD Torres Novas                    | 0:2       | CD Feirense              |
| SC Covilhã                         | 1:0       | CD Alcains               |
| SL Olivais                         | 0:1       | GD Alcochetense          |
| SL Cartaxo                         | 4:1       | CD Tondela               |
| SC Farense                         | 3:0       | CF Bucelenses            |
| FC Tirsense                        | 1:0       | Lusitânia Lourosa        |
| SC União Torreense                 | 5:0       | Ançã FC                  |
| UD Tocha                           | 0:1       | SC Estela Portalegre     |
| CUD Leverense                      | 2:0       | AD Limianos              |
| Juventude Évora                    | 4:0       | SC Mineiro Aljustrelense |
| Desportivo Castelo Branco          | 1:0       | GD Nazarenos             |
| Benfica e Castelo Branco           | 5:0       | UR Mirense               |
| União Futebol Comércio e Indústria | 1:2 n. V. | O Elvas CAD              |
| CD Cova da Piedade                 | 1:0       | Lusitano GC Évora        |
| CF Estrela Amadora                 | 1:0       | FC Alverca               |
| GD da Quimigal Barreiro            | 2:0       | Clube Oriental de Lisboa |
| FC Avintes                         | 3:3 n. V. | CD Paços de Brandão      |
| AA Avanca                          | 4:1       | Atlético Cabeceirense    |
| AD Fafe                            | 3:1       | USC Paredes              |
| Abambres SC                        | 1:1 n. V. | GD Joane                 |
| AC Alcanenense                     | 4:0       | Naval 1º de Maio         |
| GD Amiense                         | 0:4       | SC Alba                  |
| Atlético CP                        | 3:0       | SC Olhanense             |
| Anadia FC                          | 0:1       | União Leiria             |
| CD Beja                            | 0:1       | CD Montijo               |
| SC Freamunde                       | 3:1       | GD Ribeirão              |
| FC Infesta                         | 4:0       | Desportivo Aves          |
| GD Chaves                          | 2:0       | GD Prado                 |
| Gil Vicente FC                     | 1:0       | SC Mirandela             |
| AD Guarda                          | 1:0       | SCE Bombarralense        |
| GC Alcobaça                        | 1:2       | GD Peniche               |
| Febres SC                          | 1:0       | Eléctrico Ponte de Sor   |
| 1º de Maio Sarilhense              | 2:1       | Vasco da Gama AC         |
| Forjães SC                         | 2:4       | Amarante FC              |
| Silves FC                          | 2:4       | CD Olivais e Moscavide   |
| Leça FC                            | 2:0       | Merelinense FC           |
| FC Penafiel                        | 1:2       | GD Riopele               |
| Odivelas FC                        | 5:0       | SC Odemirense            |
| FC Seixal                          | 0:1       | Estrela Vendas Novas     |
| FC Serpa                           | 0:1 n. V. | União Madeira            |
| CD Gouveia                         | 0:0 n. V. | Lusitano FC Vildemoinhos |
| Almada AC                          | 1:1 n. V. | Amora FC                 |
| GD Mangualde                       | 1:1 n. V. | RD Águeda                |
| AD Sanjoanense                     | 1:0       | SC Lamego                |
| Sport Viseu e Benfica              | 1:0       | APSCRD Acurede           |

### Wiederholungsspiele
|                     | Ergebnis |                |
| ------------------- | -------- | -------------- |
| Caldas SC           | 0:1      | União de Tomar |
| SC Lamego           | 3:0      | AD Sanjoanense |
| CD Paços de Brandão | 3:0      | FC Avintes     |
| Amora FC            | 2:0      | Almada AC      |
| RD Águeda           | 3:0      | GD Mangualde   |
| GD Joane            | 4:0      | Abambres SC    |

## Hoffnungsrunde
Die Verlierer der 1. Runde bekamen eine zweite Chance.
|                                    | Ergebnis  |                          |
| ---------------------------------- | --------- | ------------------------ |
| GD Prado                           | 0:1       | Rio Ave FC               |
| GD Ribeirão                        | 1:0       | FC Tadim                 |
| SC Salgueiros                      | 3:0       | AD Limianos              |
| USC Paredes                        | 6:0       | Lusitânia Lourosa        |
| SC Odemirense                      | 0:4       | CF Bucelenses            |
| UR Mirense                         | 1:0       | AC Marinhense            |
| Nacional Funchal                   | 1:0       | Clube Oriental de Lisboa |
| Sport Nisa e Benefica              | 3:0       | CD Tondela               |
| SCE Bombarralense                  | 1:3       | GC Alcobaça              |
| SC Olhanense                       | 1:1 n. V. | SL Olivais               |
| União de Coimbra                   | 7:0       | CQC Quiaios              |
| União de Montemor                  | 1:0       | GD Sesimbra              |
| SC Vianense                        | 5:0       | UD Valonguense           |
| CD Torres Novas                    | 2:0       | Eléctrico Ponte de Sor   |
| UD Tocha                           | 0:2       | Caldas SC                |
| Portimonense SC                    | 4:1       | Sport União Sintrense    |
| SC Vila Real                       | 3:0       | AD Sanjoanense           |
| Merelinense FC                     | 4:1       | Amarante FC              |
| CD Matrena                         | 2:1       | Oliveira do Bairro SC    |
| Atlético Cabeceirense              | 2:1       | FC Avintes               |
| SC Campomaiorense                  | 3:0       | CD Alcains               |
| SC Bustelo                         | 0:4       | GD Bragança              |
| GD Amiense                         | 1:2       | Naval 1º de Maio         |
| Abambres SC                        | 1:3       | SC Mirandela             |
| APSCRD Acurede                     | 0:1       | Anadia FC                |
| Casa Pia AC                        | 0:0 n. V. | GS Loures                |
| União Futebol Comércio e Indústria | 2:0       | FC Alverca               |
| Lusitano GC Évora                  | 3:1       | FC Serpa                 |
| GD Mangualde                       | 3:1       | GD Nazarenos             |
| Lusitano VRSA                      | 0:1       | SC Mineiro Aljustrelense |
| Aliados FC Lordelo                 | 4:1       | Mondinese FC             |
| Desportivo Aves                    | 1:2       | FC Penafiel              |
| CF Esperança Lagos                 | 1:4       | CD Beja                  |
| Estrelas Vendas Novas              | 1:0       | Almada AC                |
| CD Gouveia                         | 5:2       | Ançã FC                  |
| Paio Pires FC                      | 3:0       | Silves FC                |

### Wiederholungsspiele
|            | Ergebnis |              |
| ---------- | -------- | ------------ |
| SL Olivais | 0:2      | SC Olhanense |
| GS Loures  | 1:0      | Casa Pia AC  |

## 2. Runde
Qualifiziert waren die 72 Sieger der 1. Runde, die 36 Sieger der Hoffnungsrunde, sowie die 16 Teams der Primeira Divisão. Die Spiele fanden am 13. und 14. Januar 1979 statt.
|                                    | Ergebnis  |                           |
| ---------------------------------- | --------- | ------------------------- |
| Académica de Coimbra               | 4:0       | União Lamas               |
| Estrela Vendas Novas               | 0:1       | AD Fafe                   |
| SC Estela Portalegre               | 2:0       | Naval 1º de Maio          |
| Anadia FC                          | 2:2 n. V. | FC Paços de Ferreira      |
| Leça FC                            | 0:1       | O Elvas CAD               |
| Odivelas FC                        | 2:1       | Caldas SC                 |
| CD Beja                            | 4:2       | Luso FC                   |
| FC Infesta                         | 7:1       | União de Montemor         |
| CD Montijo                         | 3:2       | União Madeira             |
| SC Mineiro Aljustrelense           | 3:1       | AD Valecambrense          |
| Benfica e Castelo Branco           | 1:0       | Vasco da Gama AC          |
| Benfica Lissabon                   | 3:0       | Aliados FC Lordelo        |
| SC Campomaiorense                  | 3:2       | GD Joane                  |
| FC Penafiel                        | 2:1       | Portimonense SC           |
| CD Feirense                        | 5:1       | Sport Nisa e Benefica     |
| União Futebol Comércio e Indústria | 0:1       | União de Tomar            |
| Febres SC                          | 1:3       | SC Vianense               |
| GS Loures                          | 1:1 n. V. | SC Olhanense              |
| CUD Leverense                      | 0:3       | Boavista Porto            |
| Juventude Évora                    | 3:0       | Atlético Cabeceirense     |
| CD Matrena                         | 2:1       | SC Salgueiros             |
| SC Mirandela                       | 0:1       | SC Farense                |
| Merelinense FC                     | 3:2       | Varzim SC                 |
| Leixões SC                         | 3:0       | GD Bragança               |
| Juventude Évora                    | 3:1       | SC Lamego                 |
| GD Estoril Praia                   | 3:0       | FC Porto                  |
| SC Freamunde                       | 2:2 n. V. | GD da Quimigal Barreiro   |
| GC Alcobaça                        | 0:1       | CA Pêro Pinheiro          |
| CD Gouveia                         | 0:3       | SC Leiria e Marrazes      |
| AD Guarda                          | 2:1       | Forjães SC                |
| GD Alcochetense                    | 0:2       | Sporting Lissabon         |
| AC Alcanenense                     | 0:1       | GD Ribeirão               |
| CD Portalegrense                   | 0:0 n. V. | FC Seixal                 |
| GD Peniche                         | 4:1       | Lusitano FC Vildemoinhos  |
| CDR Quarteirense                   | 01:11     | Belenenses Lissabon       |
| Rio Ave FC                         | 2:0       | SC Lusitânia              |
| 1º de Maio Sarilhense              | 2:1       | Vitória Lissabon          |
| UD Rio Maior                       | 0:2       | SG Sacavenense            |
| USC Paredes                        | 2:0       | Vitória Setúbal           |
| CD Paços de Brandão                | 1:0       | SC Alba                   |
| FC Mogadourense                    | 1:2       | SC União Torreense        |
| UR Mirense                         | 2:4       | Gil Vicente FC            |
| AC Molelos                         | 4:0       | Desportivo Castelo Branco |
| CD Olivais e Moscavide             | 0:1       | FC Vizela                 |
| CF Unidos                          | 1:2       | Vitória Guimarães         |
| UD Oliveirense                     | 0:0 n. V. | FC Barreirense            |
| SC Beira-Mar                       | 2:0       | AA Avanca                 |
| SC Vila Real                       | 1:1 n. V. | GD Chaves                 |
| Vilanovense FC                     | 0:3       | FC Famalicão              |
| União Leiria                       | 1:2       | Atlético CP               |
| CF Os Vilanovenses                 | 1:3       | GD Riopele                |
| Sport Viseu e Benfica              | 1:1 n. V. | Nacional Funchal          |
| RD Águeda                          | 2:0       | CF Estrela Amadora        |
| Académico de Viseu FC              | 4:1       | Desportivo Monção         |
| União de Coimbra                   | 2:1       | SC Régua                  |
| CD Torres Novas                    | 1:2       | CD Cova da Piedade        |
| Sporting Braga                     | 1:0 n. V. | Marítimo Funchal          |
| SL Cartaxo                         | 0:5       | União Santiago do Cacém   |
| SC Covilhã                         | 1:1 n. V. | UD Santarém               |
| SC Espinho                         | 3:1       | Silves FC                 |
| FC Tirsense                        | 0:1       | CF Bucelenses             |
| GD Mangualde                       | 0:1 n. V. | Amora FC                  |

### Wiederholungsspiele
|                         | Ergebnis              |                       |
| ----------------------- | --------------------- | --------------------- |
| FC Paços de Ferreira    | 4:1                   | Anadia FC             |
| SC Olhanense            | 6:0                   | GS Loures             |
| GD Chaves               | 0:1                   | SC Vila Real          |
| FC Seixal               | 3:4                   | CD Portalegrense      |
| GD da Quimigal Barreiro | 2:0                   | SC Freamunde          |
| FC Barreirense          | 2:1                   | UD Oliveirense        |
| UD Santarém             | 0:0 n. V. (5:4 i. E.) | SC Covilhã            |
| Nacional Funchal        | 3:1                   | Sport Viseu e Benfica |

## 3. Runde
Die Spiele fanden am 3., 4. und 14. Februar 1979 statt.
|                         | Ergebnis  |                          |
| ----------------------- | --------- | ------------------------ |
| Sporting Lissabon       | 3:0       | 1º de Maio Sarilhense    |
| CD Portalegrense        | 2:0       | União de Coimbra         |
| GD Ribeirão             | 1:0       | Lusitano GC Évora        |
| USC Paredes             | 1:2       | Boavista Porto           |
| CD Paços de Brandão     | 6:1       | RD Águeda                |
| O Elvas CAD             | 3:1       | SC Campomaiorense        |
| Rio Ave FC              | 3:0       | AD Guarda                |
| FC Paços de Ferreira    | 3:0       | FC Infesta               |
| União Santiago do Cacém | 4:0       | CD Matrena               |
| SC Vianense             | 1:2       | AD Fafe                  |
| Vitória Guimarães       | 3:0       | SC Mineiro Aljustrelense |
| SC União Torreense      | 0:0 n. V. | Académico de Viseu FC    |
| SC Vila Real            | 2:1       | SG Sacavenense           |
| SC Olhanense            | 0:0 n. V. | Académica de Coimbra     |
| AC Molelos              | 1:3       | Benfica e Castelo Branco |
| SC Leiria e Marrazes    | 0:0 n. V. | Merelinense FC           |
| CF Bucelenses           | 4:0       | CA Pêro Pinheiro         |
| CD Montijo              | 1:0       | GD da Quimigal Barreiro  |
| Benfica Lissabon        | 4:0       | SC Beira-Mar             |
| Belenenses Lissabon     | 3:0       | SC Farense               |
| Atlético CP             | 1:0       | GD Peniche               |
| CD Cova da Piedade      | 1:0       | União de Tomar           |
| FC Barreirense          | 1:2       | Gil Vicente FC           |
| GD Estoril Praia        | 1:2       | Sporting Braga           |
| Leixões SC              | 4:0       | CD Beja                  |
| FC Vizela               | 2:3       | SC Espinho               |
| FC Penafiel             | 2:0       | SC Estela Portalegre     |
| CD Feirense             | 4:1       | Juventude Évora          |
| Odivelas FC             | 2:1       | Nacional Funchal         |
| UD Santarém             | 0:0 n. V. | Amora FC                 |
| FC Famalicão            | 1:1 n. V. | GD Riopele               |

### Wiederholungsspiele
|                       | Ergebnis |                      |
| --------------------- | -------- | -------------------- |
| Amora FC              | 2:1      | UD Santarém          |
| Académico de Viseu FC | 2:1      | SC União Torreense   |
| Académica de Coimbra  | 3:0      | SC Olhanense         |
| GD Riopele            | 0:1      | FC Famalicão         |
| Merelinense FC        | 1:0      | SC Leiria e Marrazes |

## 4. Runde
Der SC Angrense von den Azoren stieg in dieser Runde ein. Die Spiele fanden am 25. Februar 1979 statt.
|                       | Ergebnis  |                          |
| --------------------- | --------- | ------------------------ |
| CD Portalegrense      | 0:1       | Sporting Lissabon        |
| FC Paços de Ferreira  | 1:2       | AD Fafe                  |
| Merelinense FC        | 1:2       | SC Vila Real             |
| Rio Ave FC            | 1:1 n. V. | CD Feirense              |
| Sporting Braga        | 2:1       | Benfica Lissabon         |
| Vitória Guimarães     | 5:0       | CF Bucelenses            |
| SC Espinho            | 3:1       | CD Paços de Brandão      |
| Gil Vicente FC        | 2:0       | SC Angrense              |
| Odivelas FC           | 2:2 n. V. | FC Penafiel              |
| Atlético CP           | 1:1 n. V. | Belenenses Lissabon      |
| Académico de Viseu FC | 1:0       | Amora FC                 |
| Boavista Porto        | 2:0       | Leixões SC               |
| CD Montijo            | 6:1       | União Santiago do Cacém  |
| FC Famalicão          | 1:0       | Benfica e Castelo Branco |
| CD Cova da Piedade    | 3:2       | GD Ribeirão              |
| Académica de Coimbra  | 3:2       | O Elvas CAD              |

### Wiederholungsspiele
|                     | Ergebnis |             |
| ------------------- | -------- | ----------- |
| FC Penafiel         | 2:1      | Odivelas FC |
| CD Feirense         | 4:2      | Rio Ave FC  |
| Belenenses Lissabon | 2:0      | Atlético CP |

## Achtelfinale
Die Spiele fanden am 18. März 1979 statt.
|                       | Ergebnis  |                     |
| --------------------- | --------- | ------------------- |
| SC Vila Real          | 0:2       | FC Penafiel         |
| Sporting Braga        | 5:2       | Gil Vicente FC      |
| Vitória Guimarães     | 1:3 n. V. | Sporting Lissabon   |
| CD Montijo            | 0:0 n. V. | FC Famalicão        |
| Boavista Porto        | 1:1 n. V. | Belenenses Lissabon |
| Académico de Viseu FC | 2:1       | SC Espinho          |
| AD Fafe               | 2:0       | CD Feirense         |
| Académica de Coimbra  | 4:0       | CD Cova da Piedade  |

### Wiederholungsspiele
|                     | Ergebnis |                |
| ------------------- | -------- | -------------- |
| Belenenses Lissabon | 0:1      | Boavista Porto |
| FC Famalicão        | 5:1      | CD Montijo     |

## Viertelfinale
Die Spiele fanden am 22. April und 7. Mai 1979 statt.
|                       | Ergebnis  |                |
| --------------------- | --------- | -------------- |
| Sporting Lissabon     | 2:0       | FC Famalicão   |
| AD Fafe               | 1:1 n. V. | FC Penafiel    |
| Académico de Viseu FC | 0:2       | Sporting Braga |
| Académica de Coimbra  | 1:2       | Boavista Porto |

### Wiederholungsspiel
|             | Ergebnis |         |
| ----------- | -------- | ------- |
| FC Penafiel | 1:3      | AD Fafe |

## Halbfinale
Die Spiele fanden am 20. Mai 1979 statt.
|                | Ergebnis |                   |
| -------------- | -------- | ----------------- |
| Sporting Braga | 0:1      | Boavista Porto    |
| AD Fafe        | 0:1      | Sporting Lissabon |

## Finale
| Paarung           | Boavista Porto – Sporting Lissabon |
| Ergebnis          | 1:1 n. V. (1:1, 0:0) |
| Datum             | 30. Juni 1979 |
| Stadion           | Estádio Nacional, Oeiras |
| Schiedsrichter    | Augusto Marques Pires |
| Tore              | 0:1 Rui Jordão (73.) 1:1 Júlio Augusto (76.) |
| Boavista Porto    | Luís Matos – Mário João , Artur Ferreira, António Tai (110. Amândo Barreiras), Manuel Barbosa – Albertino Pereira, Eliseu Ramalo – Júlio Augusto, Mário Moinhos (105. Queiró), Jorge Gomes, Salvador Almeida Cheftrainer: Jimmy Hagan ( England)                   |
| Sporting Lissabon | António Botelho – Marino, Vitorino Bastos (36. Manoel Costa), Paulo Meneses, João Laranjeira, Augusto Inácio – Zandonaide Filho (70. Baltasar Gonçalves), Samuel Fraguito – Rui Jordão, Manuel Fernandes, Ademar Marques Cheftrainer: Milorad Pavić ( Jugoslawien) |

### Wiederholungsspiel
| Paarung           | Boavista Porto – Sporting Lissabon |
| Ergebnis          | 1:0 (1:0) |
| Datum             | 1. Juli 1979 |
| Stadion           | Estádio Nacional, Oeiras |
| Schiedsrichter    | José Rosa Santos |
| Tore              | 1:0 Júlio Augusto (40.) |
| Boavista Porto    | Luís Matos – António Tai, Artur Ferreira, Mário João – Eliseu Ramalo (Amândo Barreiras), Albertino Pereira, Manuel Barbosa – Mário Moinhos (Queiró), Júlio Augusto, Salvador Almeida, Jorge Gomes Cheftrainer: Jimmy Hagan ( England)       |
| Sporting Lissabon | António Botelho – Augusto Inácio, Paulo Meneses, João Laranjeira , Marinho – Baltasar Gonçalves, Ademar Marques – Samuel Fraguito, Carlos Freire, Manoel Costa (46. Rui Jordão), Manuel Fernandes Cheftrainer: Milorad Pavić ( Jugoslawien) |